# Nordenskjöldska gården
Nordenskjöldska gården är en gård i den nordvästra delen av Amiralitetsparken på Trossö i Karlskrona. Den är belägen på adressen Amiralitetstorget 27, i kvarteret Bonde. Gården byggdes 1794, och består av ett bostadshus, ett lusthus, ett uthus och en trädgård. Den är uppkallad efter släkten Nordenskjöld, där Axel Gustaf Nordenskjöld bebodde och ägde gården.
Bostadshuset är trapetsformat, och står på en källarvåning av sten. Delar av källarvåningen är rester av ett tidigare hus från 1700-talets första hälft, innan stadsbranden i Karlskrona 1790. Det finns väl bevarade kalkstensdetaljer på gården, bland annat ett kalkstensgolv i förstugan och en kalkstenstrappa till övre våningen, med dekorativa smidesräcken.
Gården blev ett byggnadsminne 1971. Fram till 1970-talet hyste byggnaden Blekinge museum. Idag är gården bostadshus, kontorslokaler, och rymmer Carlskrona Läsesällskaps Bibliotek.